# Мартинес де Ирухо, Луис Каэтано
Каэтано Луис Мартинес де Ирухо и Фитц-Джеймс Стюарт (исп. Cayetano Luis Martínez de Irujo y Fitz-James Stuart; род. 4 апреля 1963, Мадрид) — испанский аристократ и гранд, 14-й Граф де Сальватьерра (с 26 января 1994) и 4-й герцог Архона (с 18 февраля 2013). Занимался конным спортом, Чемпион Испании по конкуру, выступал за сборную страны.

## Биография
Пятый сын Марии дель Росарио Каэтаны Альфонсы Виктории Евгении Франциски Фитц-Джеймс Стюарт и Сильвы (род. 28 марта 1926), 18-й герцогини Альба (с 1953), и от первого брака с Луисом Мартинесом де Ирухо-и-Артаскоса (1919—1972), сыном Педро Мартинеса де Ирухо-и-Артаскоса (1882—1957), 9-го герцога Сотомайора, и Анны Марии де Артаскос (1892—1930).
Учился в Лондонском университете стандартов, где получил степень бакалавра. С пяти лет стал заниматься верховой ездой. В 16 лет присоединился к юношеской сборной, участвующей в 11 чемпионате Наций. В 1986 году получил золотую медаль Международной федерации конного спорта. В настоящее время является президентом спортсменов конной ассоциации. Этим видом спорта занимается и по сей день.
Он участвовал в Летних Олимпийских играх в Барселоне в 1992 году, где получил 4-е место в командном зачете.
В 1994 году получил от своей матери титул графа де Сальватьерра, а в 2013 году также стал 4-м герцогом Архона.

## Семья и дети
15 октября 2005 года после пяти лет знакомства Каэтано в Паласио-де-лас-Дуэньяс в Севилье женился на мексиканке Женевьеве Казанове (род. 8 ноября 1976, Мехико). Через два года, в октябре 2007 года, супруги развелись. У пары родилась двойня в 2001 году:
- Амина (род. 30 июля 2001)
- Луис (род. 30 июля 2001)